# Ziba interlirata
Ziba interlirata là một loài ốc biển, là động vật thân mềm chân bụng sống ở biển trong họ Mitridae, họ ốc méo miệng.

## Tham khảo

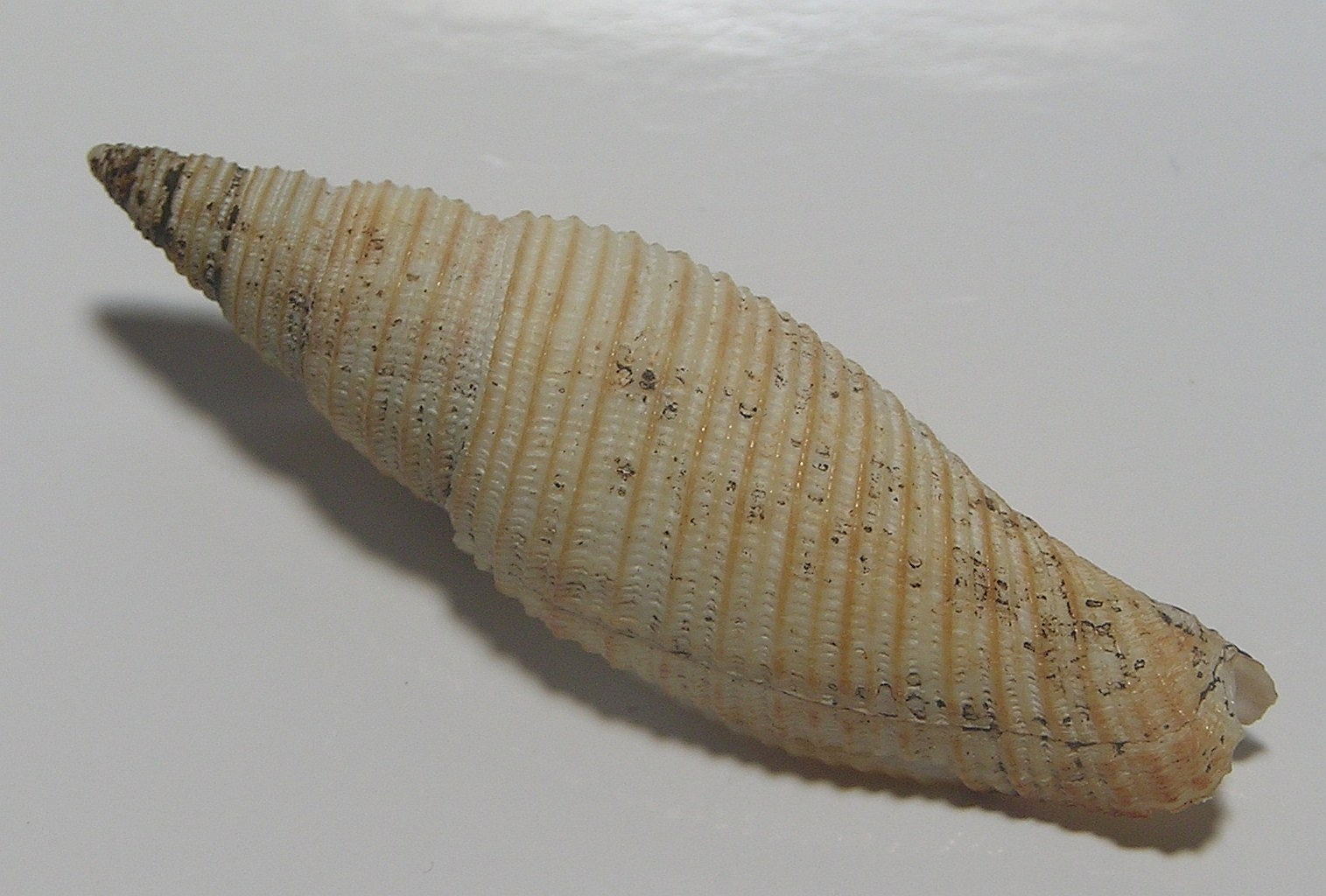
Ziba interlirata, side view